# Сантена
Сантена (італ. Santena, п'єм. Santna) — муніципалітет в Італії, у регіоні П'ємонт,  метрополійне місто Турин.
Сантена розташована на відстані близько 510 км на північний захід від Рима, 15 км на південний схід від Турина.
Населення — 10 792 особи (2014).
Щорічний фестиваль відбувається 10 серпня. Покровитель — Святий Лаврентій.

## Демографія
Населення за роками:

Станом на 1 січня 2023 року в муніципалітеті офіційно проживало 796 іноземців з 37 країн, серед них 399 громадян країн Євросоюзу та 17 громадян України.

## Сусідні муніципалітети
- Камб'яно
- К'єрі
- Пойрино
- Трофарелло
- Вілластеллоне